# برگ‌چین گلوپولکی
برگ‌چین گلوپولکی (نام علمی: Anabacerthia variegaticeps) نام یک گونه از سرده برگ‌چین‌ها است.